# Mông Thế Long
Thế Long (tiếng Trung: 世隆; bính âm: Shìlóng, 844-877), nhất tác Tù Long (酋龍), con trai của Khuyến Phong Hữu, là đệ bát đại quốc vương và đệ nhất đại hoàng đế của Nam Chiếu, tại vị từ năm 859 đến năm 877. Năm 859, Khuyến Phong Hữu qua đời, kì tử Thế Long kế vị. Thế Long đã phạm danh húy của hai vị hoàng đế nhà Đường (Đường Thái Tông là Lý Thế Dân, Đường Huyền Tông là Lý Long Cơ), lên ngôi vào năm hoàng đế Đường Tuyên Tông băng hà, Thế Long không gửi sứ sang điếu tế, cũng không cáo tang kì phụ Khuyến Phong Hữu. Đường Ý Tông thấy vậy nên không sắc phong. Thế Long tiến đến phản Đường, năm 860, cải nguyên Kiến Cực, cải quốc hiệu là Đại Lễ (大禮), tự xưng Hoàng đế. Năm 859, Thế Long công hãm Bá Châu của Đường (nay là Tuân Nghĩa, Quý Châu), năm 860, năm 863, hai lần công hãm Giao Châu (tức miền bắc Việt Nam ngày nay), năm 861, công hãm Ung Châu (nay là Nam Ninh, Quảng Tây), cho quân lính cướp bóc của cải. Năm 866, An Nam đô hộ là Cao Biền đánh bại quân Nam Chiếu, thu phục Giao Châu. Năm 869, Nam Chiếu mở cuộc tấn công lớn vào Thành Đô, Cao Biền đắp Thành Đô phủ bằng gạch, tăng cường phòng ngự công sự. Trong bối cảnh có nhiều trọng binh trú trát, bức bách, Nam Chiếu tu hảo, đất Thục chuyển nguy thành an. Cuộc chiến tranh trường kỳ giữa nhà Đường và Nam Chiếu dẫn đến tổn thất rất to lớn, đối với nhà Đường, đã trực tiếp dẫn đến Bàng Huân chi biến; đối với Nam Chiếu, sức mạnh của vương quốc gần suy lạc. Năm 877, Thế Long qua đời, thụy hiệu Cảnh Trang Hoàng đế, kì tử Long Thuấn kế vị.

## Niên hiệu
- Kiến Cực: 860-?
- Pháp Nghiêu: ?-877